# Saludecio

Saludecio (Saludécc en dialecte romagnol) est une commune de la province de Rimini dans l'Émilie-Romagne en Italie.

## Géographie
Saludecio se trouve sur une colline de la vallée du torrent Conca, traversé par la route provinciale SP44 qui mène de Morciano di Romagna (8 km) à Mondaino (2 km). Les grandes villes  proches sont Cattolica 15 km, Riccione 20 km et le chef-lieu Rimini à 30 km.

## Histoire
Le premier document témoignant de Saludecio date de 1014 et atteste son attachement à l’Église de Rimini.
À la fin du XIIIe siècle, l’ecclésiastique Amato Ronconi fonda l’hospice de Santa Maria di Monte Orciale pour les pèlerins se rendant à Rome.
Les XIVe et XVe siècles furent marqués, comme toute la région de Rimini, par l’influence de la famille des Malatesta et des luttes incessantes contre les Montefeltro. En 1469, le château est repris par Roberto (fils de Sigismond Malatesta) puis occupé par son fils Pandolfo en 1482, qui le perdra au profit des Vénitiens.
En 1517, Saludecio passe sous la juridiction de Francesco Maria Della Rovere jusqu’en 1524 où il passe aux États pontificaux.
Après les crises financières, le manque de réformes économiques et politiques, la période de famine de 1776 et le tremblement de terre de 1789 ; le 24 juin 1859 le gouvernement provisoire de Saludecio devient, avec la proclamation de Royaume d’Italie, chef-lieu de la vallée de la Conca.

## Administration
| Période                                  | Période  | Identité          | Étiquette | Qualité |
| ---------------------------------------- | -------- | ----------------- | --------- | ------- |
| 16 juin 2004                             | En cours | Giuseppe Sanchini |           |         |
| Les données manquantes sont à compléter. |          |                   |           |         |

### Hameaux
Cerreto, Meleto, San Rocco, Santa Maria del Monte, Sant'Ansovino

### Communes limitrophes
Mondaino, Montefiore Conca, Montegridolfo, Morciano di Romagna, San Giovanni in Marignano, Tavoleto, Tavullia

## Population

### Évolution de la population en janvier de chaque année
| 1861  | 1901  | 1921  | 1951  | 1961  | 1971  | 1981  | 1991  | 2001  |
| ----- | ----- | ----- | ----- | ----- | ----- | ----- | ----- | ----- |
| 4 003 | 4 867 | 5 474 | 4 866 | 3 786 | 2 639 | 2 429 | 2 924 | 2 389 |

| 2011  | - | - | - | - | - | - | - | - |
| ----- | - | - | - | - | - | - | - | - |
| 2 998 | - | - | - | - | - | - | - | - |

### Ethnies et minorités étrangères
Selon les données de l’institut national de statistique (ISTAT) au 1er janvier 2011 la population étrangère résidente était de 292 personnes.
Les nationalités majoritairement représentatives étaient :
| Pos. | Pays               | Population |
| ---- | ------------------ | ---------- |
| 1    | Roumanie           | 63         |
| 2    | Bosnie-Herzégovine | 46         |

## Monuments et lieux d’intérêt
- Porta Marina: porte fortifiée, voulue par Sigismond Malatesta, qui marque l’accès au pays depuis la côte Adriatique.
- Église paroissiale de San Biagio: du XVIIIe siècle, renferme des œuvres de peintres du XVIIe au XIXe siècle.
- Palazzo municipale: sous les ruines de l’ancienne rocca,
- Palazzo Albini: le portail s’ouvre sur une splendide cour et une série de colonnades.
- Torre Civica: tour civique médiévale.
- Porta Montanara: seconde porte d’accès à la cité, en face de la porte Marine, tournée vers les Apennins.
- Largo Santiago de Compostela, Oratoire de l’hôpital du saint Amato.
- Castello di Cerreto: un des châteaux les mieux conservés du territoire de Rimini. Structure d’époque médiévale.

## Fêtes et évènements
Ottocento Festival: la première semaine d’août, grande manifestation de musique, spectacles, foire dédiée au XIXe siècle. Marché des antiquaires, festival de rue, etc.

Saluserbe: la semaine du 25 avril, manifestation sur la nature, l’herboristerie et l’alimentation  biologique.

## Personnalités liées à la commune
- Aimé Ronconi (1226-1292), tertiaire francisain, né en 1225 et décédé en 1292, fondateur de l’hospice des pèlerins.
- Publio Francesco Modesti (1471–1577), littéraire et auteur de la Veneziade.
- Luigi Gualtieri (1827–1901), écrivain et libraire.

## Galerie de photos

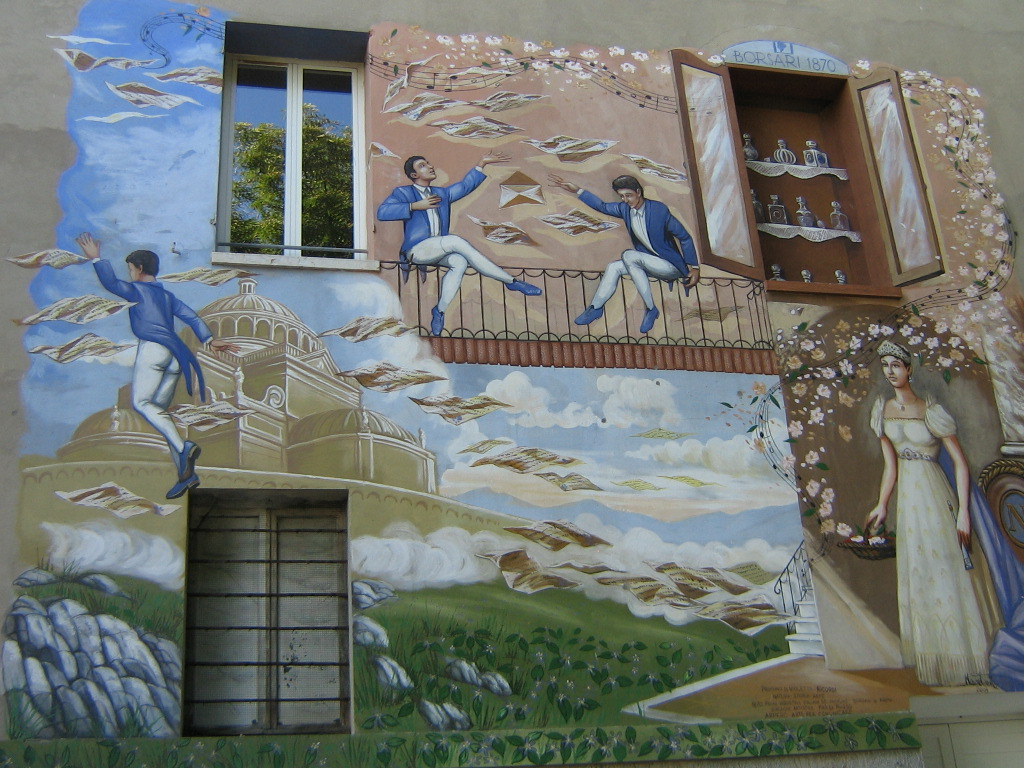
Murailles
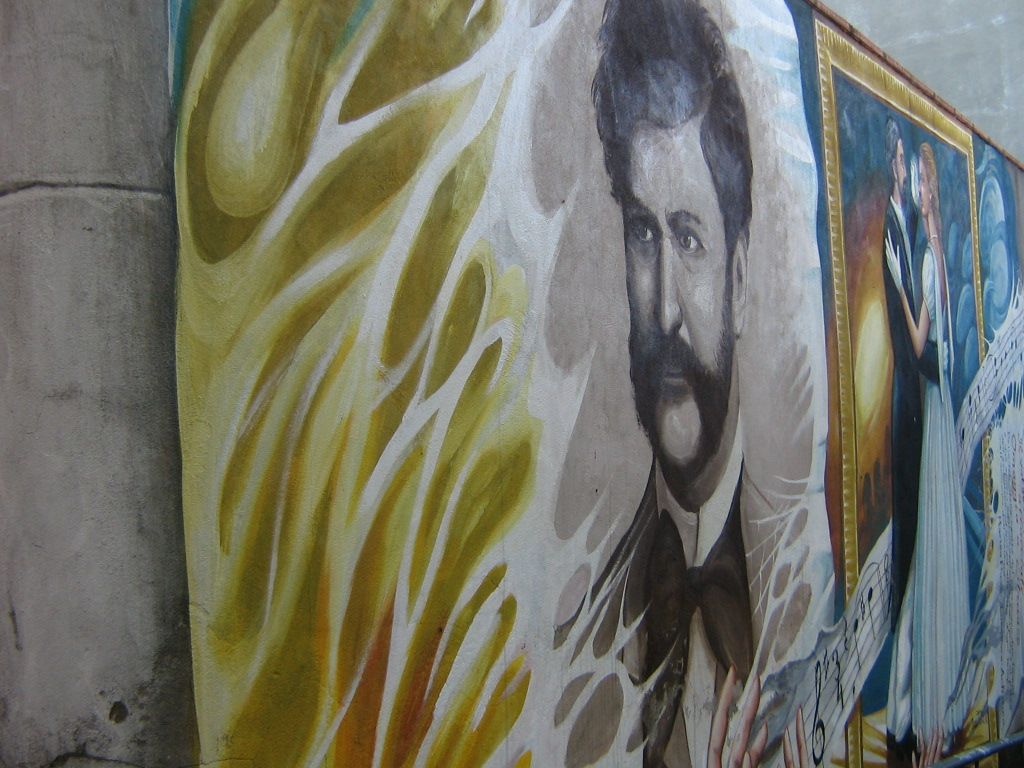
Murailles
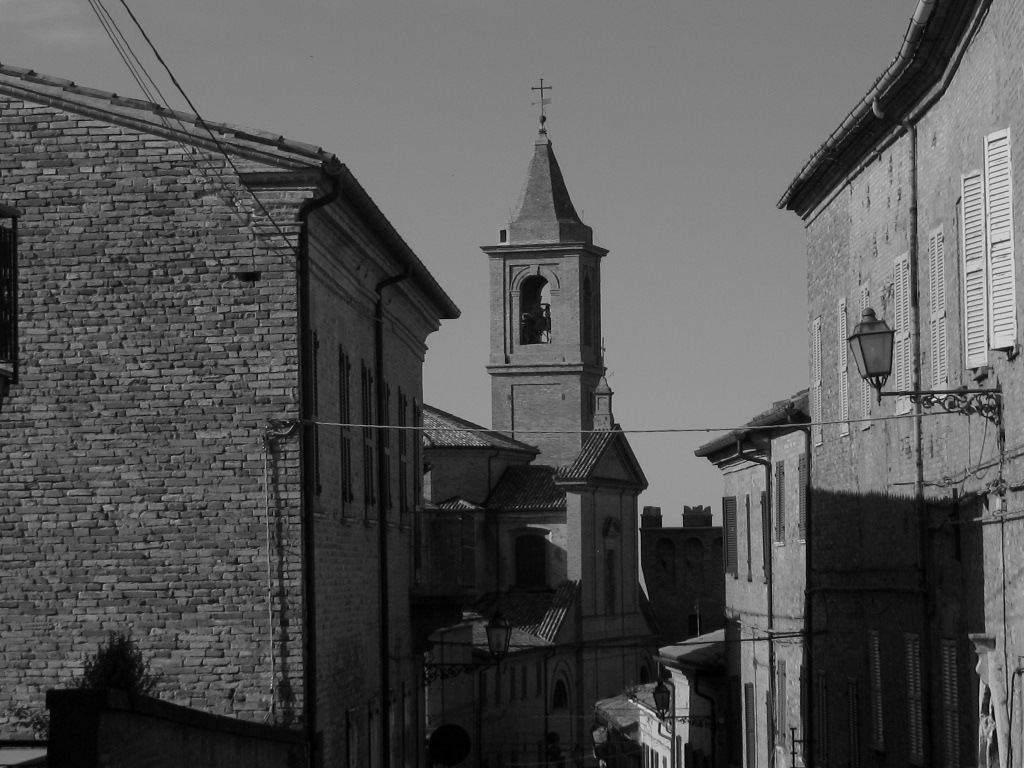
Vue de San Biagio
Tour civique
Porte montanara
Porte marina
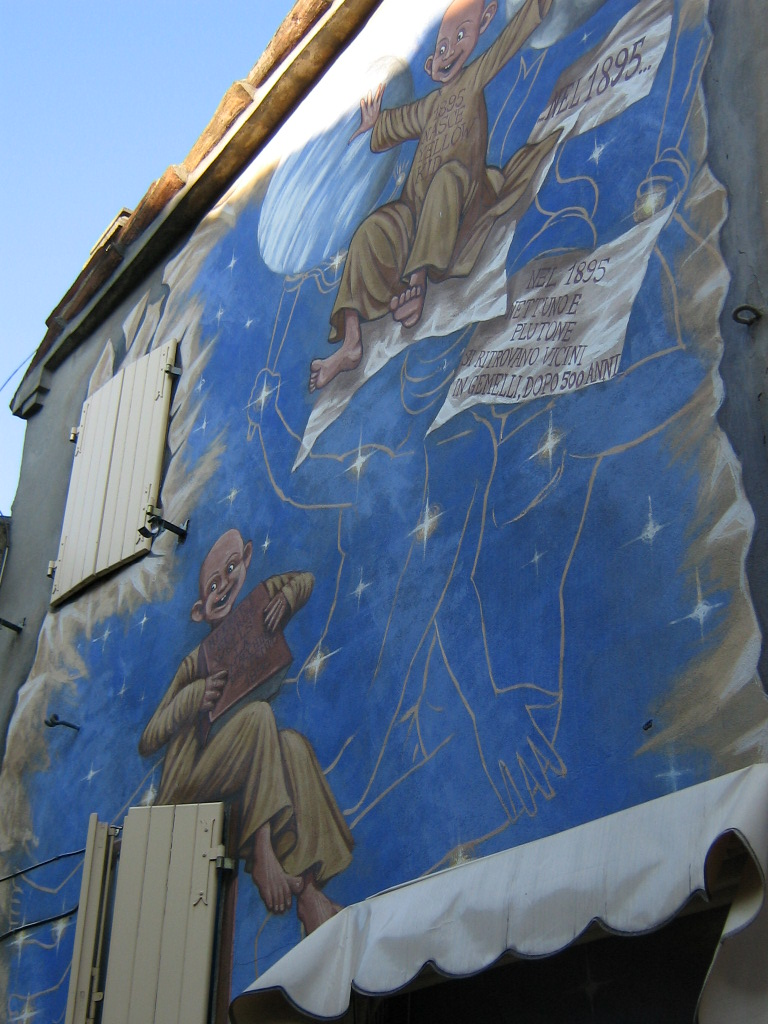
Murailles
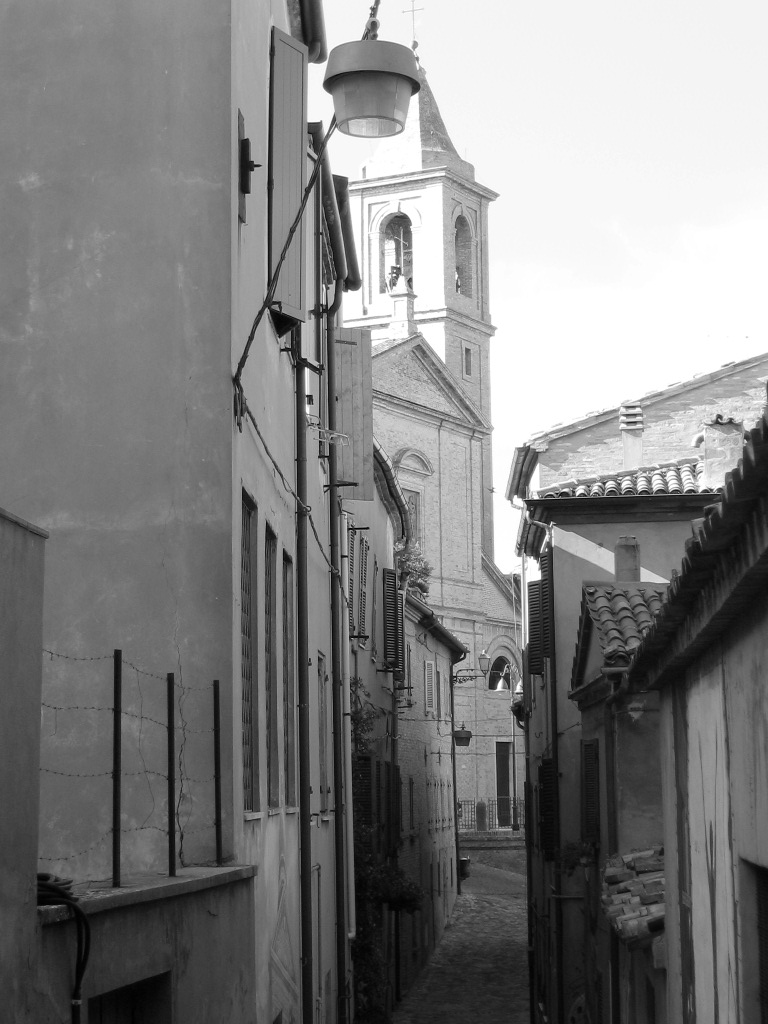
Vue avec San Biagio
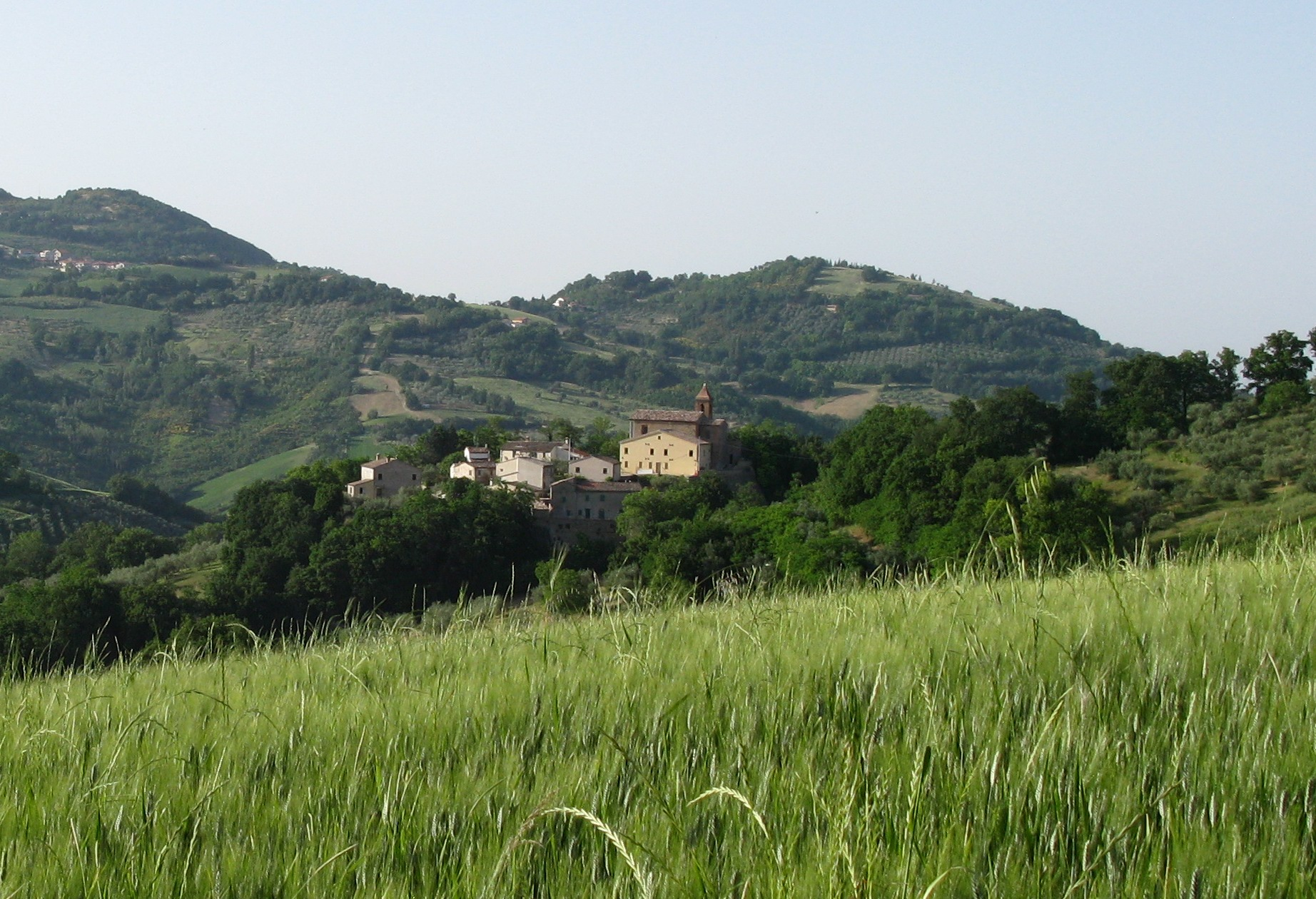
Panorama de Cerreto
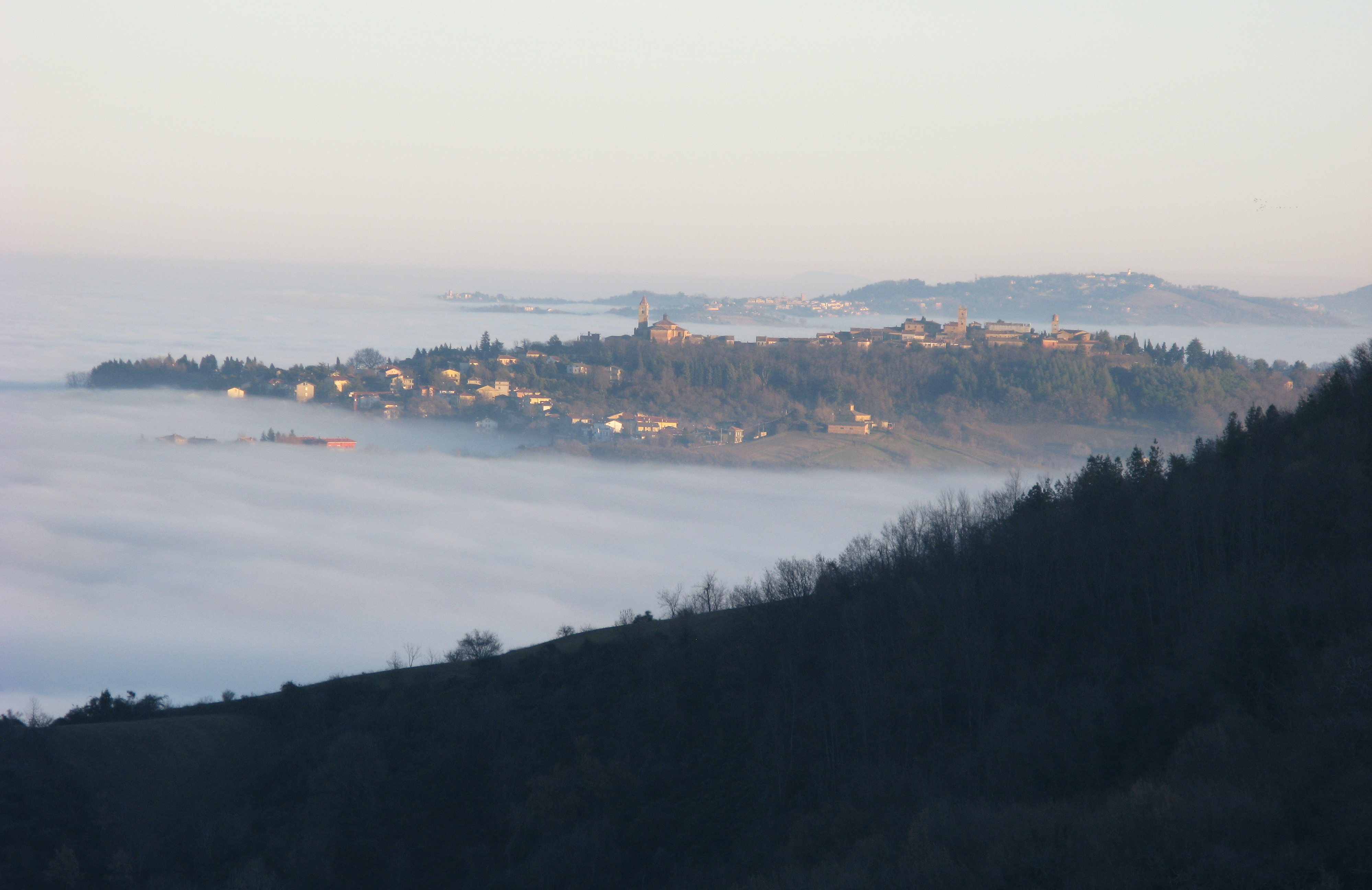
Saludecio dans la brume

## Note
1. ↑  (it) Popolazione residente e bilancio demografico sur le site de l'ISTAT.

## Sources
- (it) Cet article est partiellement ou en totalité issu de l’article de Wikipédia en italien intitulé « Saludecio » (voir la liste des auteurs) le 23/06/2012.